# Hans Bol
Hans Bol (Mechelen, 16 dicembre 1534 – Amsterdam, 20 novembre 1593) è stato un pittore e artista fiammingo del Rinascimento.

## Biografia

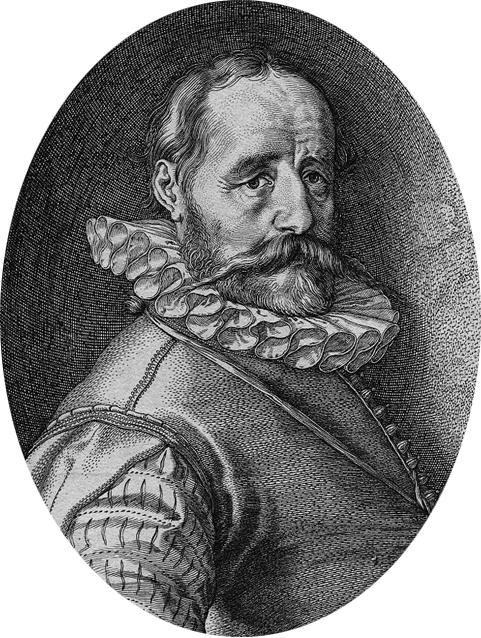
Hans Bol, inciso da Hendrick Goltzius 1593

Ricevette la prima educazione artistica da due zii, entrambi pittori; all'età di quattordici anni cominciò il suo apprendistato per la pittura ad acquerello e a tempera.
Dato che le sue opere divennero presto celebri e richieste, cominciò a creare delle riproduzioni delle stesse su pergamena per la vendita; tale tecnica gli fece guadagnare numerosi clienti internazionali e ottimi ricavi. Oltre a ciò Bol produsse molti dipinti ad olio, miniature, disegni ed incisioni. I soggetti più seguiti nelle sue opere sono paesaggi, scene mitologiche, bibliche ed allegoriche, pittura di genere.

Una delle sue opere più famose è il Paesaggio con la caduta di Icaro, con la tecnica dell'acquerello su carta. Il lavoro è ispirato dalle Metamorfosi di Ovidio, in cui è narrato il mito di Icaro. Il disegno, nonostante le piccole dimensioni, è un grandioso esempio del genere della pittura paesaggistica; le tenui gradazioni di colore ed il contrasto tra gli elementi in primo e secondo piano donano all'opera movimento.

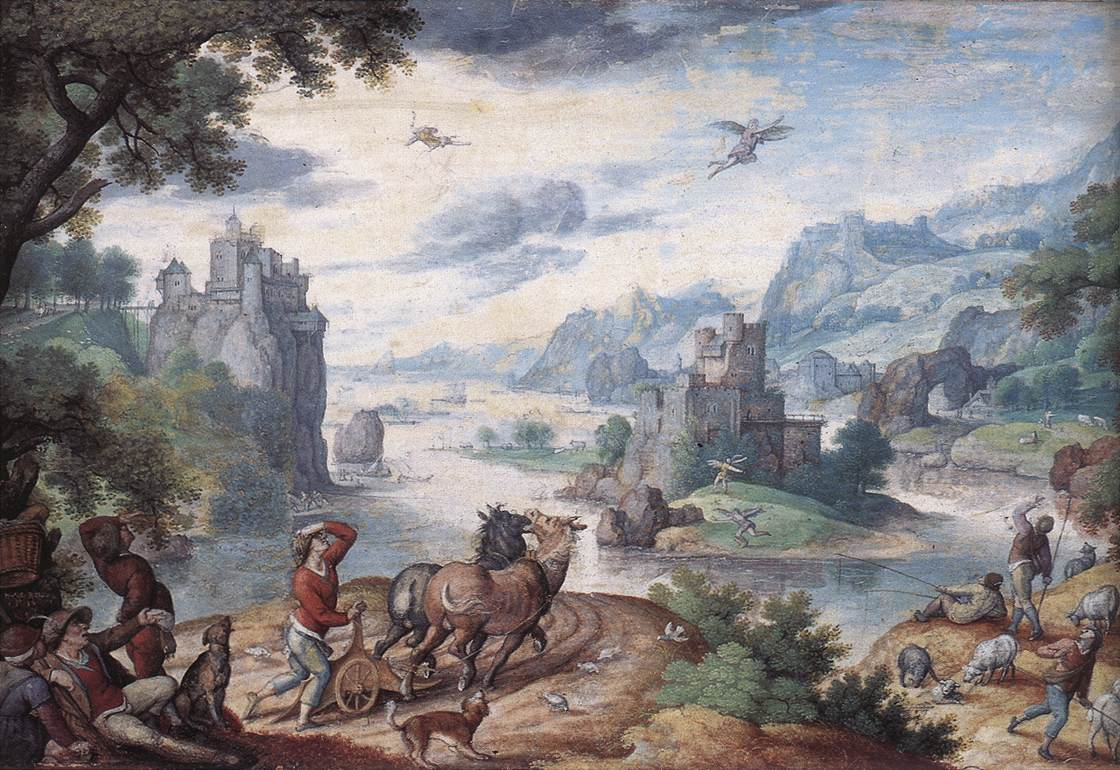
Paesaggio con la caduta di Icaro.